# Pou de Sant Roc
Pou de Sant Roc és una obra de Godall al Montsià, inclosa a l'Inventari del Patrimoni Arquitectònic de Catalunya.

## Descripció
El pou és situat al final del carrer Sant Roc. La part inferior del pou, sota terra, té forma circular, fet de filades de carreus de pedra, per la part exterior. Aquesta forma circular ve remarcada per uns carreus grans de pedra que fan de graó. La part exterior del pou forma un semicercle d'un metre d'alçada, la meitat del qual és de maçoneria, i la part superior de pedra d'una sola peça. Al damunt hi ha una estructura triangular de ferro al mig de la qual penja una corriola per on abans es pouava. Al darrere hi ha dos columnes de totxo emblanquinat que sostenen una fornícula tancada on hi ha la figura del sant. A la part superior, les rajoles sobresurten fent una petita cornisa.

## Història
Va estar en funcionament fins a l'any 1979-80, en què s'instal·là la xarxa d'aigua potable al poble. Godall és un lloc on històricament s'ha aprofitat les aigües subterrànies tant en el nucli urbà com en el terme. La figura de Sant Roc s'explica com una advocació protectora dins un poble d'economia principalment agrícola i ramadera.
Tant per l'estructura com pels materials sembla que el pou i l'estructura foren bastides en moments diferents. El pou abans.